# جنگ‌جویان سامورایی ۲
جنگجویان سامورایی ۲ (Sengoku Musou 2 در ژاپن) دنباله ای بر جنگجویان سامورایی اصلی است که توسط کوئی و امگا فورس ساخته شده‌است. این بازی در سال ۲۰۰۶ برای پلی‌استیشن ۲ و ایکس‌باکس ۳۶۰ منتشر شد و در سال ۲۰۰۸ به مایکروسافت ویندوز منتقل شد. مانند سری سلسله جنگجویان، یک نسخه توسعه‌دهنده Empires نیز منتشر شد، و پس از آن در ۲۳ اوت ۲۰۰۷، یک الحاقیه Xtreme Legends در ژاپن منتشر شد. این بازی در کنار دو الحاقیه‌اش، Xtreme Legends و Empires یک پورت ارتقا یافته HD برای پلی‌استیشن ۳ و پلی‌استیشن ویتا دریافت کرد. Samurai Warriors 3، دنباله جنگجویان سامورایی ۲ و سومین بازی از این مجموعه در دسامبر ۲۰۰۹ برای وی منتشر شد.

## گیم پلی
گیم پلی Samurai Warriors 2 با اضافه کردن شخصیت‌های جدید و ویژگی‌های جدید، مانند حذف حملات محدوده سنتی به نفع اضافه شدن دو توانایی ویژه منحصر به فرد که از شخصیت به شخصیت متفاوت است، بر روی اولین جنگجویان سامورایی ساخته شده‌است. برای مثال: اوایچی می‌تواند سربازان جدید را به میدان نبرد احضار کند یا توانایی‌های رزمی متحدان نزدیک را بهبود بخشد، سانادا یوکیمورا می‌تواند یا سوت بزند تا اسب خود را به سمت خود بخواند یا یک شلیک شعله‌ور انجام دهد، و تاچیبانا گینچیو می‌تواند قدرت سلاح خود را افزایش دهد. یا احضار صاعقه برای بیهوش کردن سربازان دشمن در نزدیکی. علاوه بر این، مجموعه حرکات شخصیت‌ها می‌توانند با افزایش سطح، تنوع بیشتری داشته باشند و در مورد حملات ترکیبی، شارژ یا حملات خاص خود توضیح دهند و پیشرفت هر شخصیت با شخصیت بعدی متفاوت باشد. این منجر به این می‌شود که شخصیت‌ها ۱ از ۳ ترکیب دکمه‌های مختلف را داشته باشند.
یک عنصر بازگشتی از جنگجویان سامورایی حالت بقا (قلعه بینهایت در Sengoku Musou 2) است. در این حالت، بازیکن شخصیتی را انتخاب می‌کند و از طریق یک قلعه بی پایان مبارزه می‌کند. پس از انتخاب شخصیت، ۴ مأموریت تصادفی به بازیکن داده می‌شود تا از بین آنها انتخاب کند. برای انتخاب یک مأموریت، بازیکن باید برای انجام مأموریت هزینه ای بپردازد، هرچند ماموریت‌های خاصی وجود دارند که نیازی به هزینه ندارند. پس از آن، بازیکن وارد قلعه می‌شود و یک مأموریت آغاز می‌شود. پس از موفقیت در مأموریت، راه پله طبقه بعدی باز می‌شود و بازیکن می‌تواند به طبقه بعدی برود که در آنجا مأموریت دیگری برای تکمیل شدن برای رفتن به طبقه بعدی و غیره وجود دارد.
شخصیت‌های قابل بازی در بازی (به جز موری رانمارو و ایزومو نو اوکونی) داستان‌های خاص خود را دارند. هر داستان شامل پنج مرحله است (به جزتوکوگاوا آیه یاسو و ایشیدا میتسوناری، که هر دو دارای شش مرحله هستند)، به علاوه یک «مرحله رؤیایی» یا «گایدن» (جستجوی جانبی) در نسخه ژاپنی، که به‌طور مؤثر می‌پرسد «چه می‌شد اگر». به عنوان مثال، مرحله رویا/گایدن یوکیمورا سانادا (نبرد سکیگاهارا) او را وارد نبردی می‌کند که از نظر تاریخی بین مرحله چهارم و پنجم او (به ترتیب قلعه اوئدا و قلعه اوزاکا) رخ داده‌است. به همین ترتیب، از آنجایی که میتسوهید آکچی و نوبوناگا اودا هر دو پایان‌هایی دارند که در آن نبردهای نهایی تاریخی خود را بردند و جان سالم به در بردند، مراحل رؤیایی آنها باعث می‌شود تا مخالفت‌های جمع‌شده خود را از بین ببرند.
این بازی همچنین دارای یک مینی بازی سوگوروکو به عنوان یک ویژگی اضافی است. حداکثر چهار بازیکن می‌توانند در این حالت شرکت کنند و هر بازیکن باید یک شخصیت را انتخاب کند. هدف بازی جمع‌آوری مقدار طلای درخواستی (بسته به تنظیمات بازیکن) است. در ابتدای بازی، سه پرچم برای هر بازیکن در نقشه تقسیم می‌شود و بازیکنان می‌توانند با جمع‌آوری پرچم‌های خود و بازگشت به میدان خانه خود، طلا کسب کنند و رتبه‌های خود را بالا ببرند. علاوه بر این، یک بازیکن می‌تواند مناطقی را روی نقشه بخرد یا بازیکن دیگری را برای کنترل یک قلمرو به چالش بکشد. شش نوع چالش در بازی وجود دارد: Annihilate (نیازمند است بازیکنان تا حد ممکن دشمنان را شکست دهند)، Chase (بازیکنان باید تا حد ممکن نینجاهای فراری را شکست دهند)، Destroy (نیاز دارد بازیکنان هر تعداد تخته سنگ را از بین ببرند. تا حد امکان)، مسابقه (به بازیکنان نیاز دارد تا قبل از حریف از درها عبور کنند تا به انتها برسند)، آشکارسازی (بازیکنان باید تا آنجا که ممکن است نینجاهای آسمان را کشف کنند) و سرقت (به بازیکنان نیاز دارد تا طلای بیشتری جمع کنند. تا حد ممکن).
حالت افسر جدید از Samurai Warriors حذف شده‌است، اما در Samurai Warriors 2: Empires دوباره معرفی شد.

## شخصیت‌ها
این بازی در مجموع دارای ۲۶ شخصیت، ۱۶ شخصیت بازگشته و ۱۰ شخصیت جدید است که برخی از آنها NPCهای منحصر به فرد قبلی بازی قبلی هستند. تقریباً تمام شخصیت‌های بازی قبلی (از جمله اضافه‌شده‌های Xtreme Legends) به استثنای Goemon Ishikawa, Kunoichi و Yoshimoto Imagawa بازگشته‌اند، اگرچه به نظر می‌رسد شخصیت جدید Nene به دلیل شباهت‌ها در ویژگی‌های رزمی و مهارت‌ها، جایگزینی برای Kunoichi باشد. دو شخصیت بازگشته، اوکونی و رانمارو موری حالت داستانی خود را ندارند، اگرچه هنوز می‌توان آنها را در حالت آزاد، حالت بقا و سوگوروکو (شامل حالت مزدور) بازی کرد. مانند بازی‌های قبلی، این بازی همچنین دارای دو NPC منحصربه‌فرد است: Katsuie Shibata و Kojiro Sasaki که می‌توان آن‌ها را به عنوان محافظان ویژه غیرقابل بازی باز کرد.

#### شخصیت‌های شروع
- سانادا یوکیمورا
- اکچی میتسوهیده
- اوایچی
- توکوگاوا آیه یاسو
- ایشیدا میتسوناری جدید
- تاچیبانا گینچیو جدید
- فوما کوتارو جدید

#### شخصیت‌های قابل باز شدن
- مائدا توشیماسا
- اودا نوبوناگا
- اوئه‌سوگی کنشین
- ایزومو نو اوکونی
- سوزوکی ماگوایچی
- تاکدا شینگن
- داته ماسامونه
- نوهیمه
- هاتوری هانزو
- موری رانمارو
- تویوتومی هیده‌یوشی
- هوندا تاداکاتسو
- کوماتسوهیمه
- آزای ناگاماسا
- شیما ساکون جدید
- شیمازو یوشی هیرو جدید
- نااوئه کانه‌تسوگو جدید
- کودای این جدید
- میاموتو موساشی جدید

#### موجود در Empires و Xtreme Legends
- ساساکی کوجیرو جدید
- شیباتا کاتسوایه جدید

#### فقط در Xtreme Legends موجود است
- ایماگاوا یوشیموتو
- مائدا توشی‌ایه جدید
- چوسوکابه موتوچیکا جدید
- هوسوکاوا تاما جدید

#### شخصیت‌های حذف شده
- کونوایچی
- هونگانجی کننیو
- ایشیکاوا گوئمون

## بسته‌ها

#### Samurai Warriors 2: Empires
Samurai Warriors 2: Empires یک بسته به جنگجویان Samurai 2 اصلی و سومین گسترش امپراتوری توسط Koei است (اولین نسخه Dynasty Warriors 4: Empires و دوم Dynasty Warriors 5: Empires) موجود است. برای پلی استیشن ۲ و ایکس باکس ۳۶۰ و همچنین پلی استیشن ۳ و پلی استیشن ویتا در مجموعه ای با نسخه اصلی و Xtreme Legends. این بازی برای اولین بار در ۱۶ نوامبر ۲۰۰۶ در ژاپن منتشر شد. بسیار شبیه به Dynasty Warriors 4: Empires و Dynasty Warriors 5: Empires، این بازی دارای حالت استراتژیک و تاکتیکی Empire است که ترکیبی از گیم پلی جنگجویان Samurai و چندین بازی نوبتی است. عناصر استراتژی از جاه طلبی و عاشقانه سه پادشاهی نوبوناگا. حالت امپراتوری به بازیکن این امکان را می‌دهد که از بین برخی از بزرگترین نبردهای ژاپن مانند نبرد کاواناکاجیما، نبرد آنگاوا، حادثه در Honnōji و نبرد Sekigahara انتخاب کند. در حالت افسر جدید، گزینه‌ها به ۱۳ مدل با ۱۰ الگوی رنگی و همچنین چهار صدای مختلف محدود شده‌است. علاوه بر این، یک ویژگی جدید به ترکیب اضافه شده‌است: توانایی استفاده از مجموعه‌های حرکتی از شخصیت‌های قابل بازی خاص.
برخلاف Samurai Warriors: Xtreme Legends، بازی شخصیت‌های جدیدی را برای این سری ارائه نمی‌کند. با این حال، Kojiro Sasaki و Katsuie Shibata که NPCهای ویژه و بادیگاردهای غیرقابل بازی در Samurai Warriors 2 بودند، اکنون شخصیت‌های قابل بازی در Samurai Warriors 2: Empires با حرکات ویژه برگرفته از شخصیت‌های دیگر هستند.

#### Samurai Warriors 2: Xtreme Legends
Samurai Warriors 2: Xtreme Legends برای اولین بار در ۲۳ اوت ۲۰۰۷ در ژاپن برای پلی استیشن ۲ منتشر شد. این پنجمین نسخه Xtreme Legends و همچنین اولین الحاقیه توسط Koe است. و فقط) گسترش Xtreme Legends از Dynasty Warriors 4: Xtreme Legends که پس از Samurai Warriors 2: Empires منتشر می‌شود (الحاقات دیگر Xtreme Legends اندکی پس از انتشار بازی اصلی منتشر می‌شوند). این بازی دارای دستاوردهای یکسانی با بازی مادر در ایکس باکس ۳۶۰ است. این گسترش شخصیت‌های جدیدی از جمله Toshiie Maeda, Gracia و Motochika Chosokabe را به مجموعه معرفی کرد. یوشیموتو ایماگاوا از Samurai Warriors: Xtreme Legends با طراحی به روز شده شخصیت، Katsuie Shibata و Kojiro Sasaki از Samurai Warriors 2: Empires نیز قابل بازی هستند و دارای سلاح‌های جدیدی هستند، در نسخه توسعه یافته بازگشتند. Katsuie Shibata دو تبر دستی دارد، در حالی که کوجیرو ساساکی هنوز یک نوداچی حمل می‌کند، اما اکنون می‌تواند یک شمشیر با ابعاد قبلی را در طول نبرد احضار کند. از آنجایی که یوشیموتو ایماگاوا دوباره به بازی بازگردانده شد، نبرد اوکه هازاما که قبلاً حذف شده بود، بازگردانده شد و کمپین Hideyoshi Shikoku در برابر Motochika Chosokabe نیز گنجانده شده‌است.
حالت جدیدی به نام حالت مزدور در بازی وجود دارد. این شبیه حالت Xtreme از Dynasty Warriors 5: Xtreme Legends است. کاراکترهای قابل بازی اکنون می‌توانند به سطح ۷۰ ارتقا یابند. در نسخه اصلی بالاترین سطح ۵۰ بود. بادیگاردها همچنین می‌توانند تا ۳۰ سطح داشته باشند، در حالی که در ۲۰ اصلی بالاترین سطح بود. سلاح‌های پنجم در بازی حضور دارند، اما برخلاف بازی اول، سلاح‌ها همان پایگاه حمله اصلی را دارند (قبلاً سلاح پنجم پایگاه حمله بالاتری داشت). برخی آن را به عنوان «سلاح چهارم جایگزین» می‌دانستند. در Samurai Warriors 2، بالاترین ارتقاء سلاح‌های چهارم است.
برای اجرای کامل عملکرد این بازی، نسخه اصلی مورد نیاز است. «واردات» انتخاب شده در منوی اصلی شما را در فرایند تعویض دیسک راهنمایی می‌کند. بازیکنان Xbox 360 باید این نسخه را از طریق Xbox Marketplace دانلود کنند زیرا هیچ دیسکی به تنهایی در فروشگاه‌ها موجود نیست. در مورد بازیکنان پلی‌استیشن ۳ و پلی‌استیشن ویتا، بازی به همراه دو نسخه دیگر این بازی (اصل و امپراتوری) همراه است، بنابراین بازیکنان دیگر نیازی به استفاده از ویژگی «وارد کردن» ندارند.
یک کات سین در بازی وجود دارد (پایان Toshiie Maeda) که در نسخه Xbox 360 سانسور شده بود زیرا خیلی خشن در نظر گرفته شده بود، بنابراین فقط در نسخه PS2 قابل مشاهده است.

## نقدها و نمرات

#### Samurai Warriors 2
بررسی‌های Samurai Warriors 2 از بسیار مختلط تا منفی متغیر بود. GameRankings و Metacritic امتیاز ۶۲٪ و ۵۸ از ۱۰۰ را برای نسخه پلی استیشن ۲، ۵۶٪ و ۵۲ از ۱۰۰ برای نسخه Xbox 360، و ۴۹٪ و ۴۳ از ۱۰۰ برای نسخه PC. تنها بررسی مثبت از Famitsu بود که به نسخه PS2 امتیاز ۳۶ از ۴۰ را داد.

#### Empires
Empires با استقبال کمی بیشتر از Samurai Warriors 2 مواجه شد. GameRankings و Metacritic امتیاز ۵۷٪ و ۵۵ از ۱۰۰ را برای نسخه PS2 و ۵۵٪ و ۵۳ از ۱۰۰ به آن دادند. برای نسخه X360.

#### Xtreme Legends
Xtreme Legends با استقبال بسیار متفاوت تا منفی مواجه شد. GameRankings و Metacritic امتیاز ۵۳٪ و ۵۰ از ۱۰۰ را برای نسخه PS2، و ۵۳٪ و ۴۲ از ۱۰۰ را برای نسخه X360 به آن دادند.